# Operation Payback

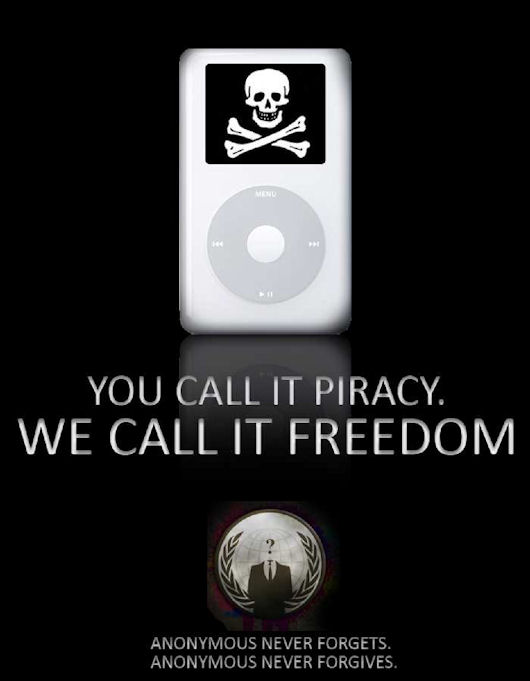
Tidigt flygblad för Operation Payback

Operation Payback var en koordinerad, decentraliserad grupp attacker på uppmärksammade motståndare till piratkopiering av internetaktivister under smeknamnet "Anonymous". Attackerna började som vedergällning ("Payback") för DDoS attacker på flera torrent webbplatser. 
Efter Wikileaks diplomatläcka i december 2010 genomfördes även attacker på webbplatser och banker som återkallat banktjänster från Wikileaks.